# ラリサ・ラズチナ
ラリサ・ラズチナ（Larisa Evgenevna Lazutina、ロシア語: Лариса Евгеньевна Лазутина、1965年6月1日 - 、旧姓Ptitsynaロシア語: Птицына）は、ソ連・カレリア自治ソビエト社会主義共和国（現在のカレリア共和国）コンドポガ出身の元女子クロスカントリースキー選手。

## プロフィール
ラズディナは1984年3月24日にクロスカントリースキー・ワールドカップにおいてデビューし、10km15位となった。1987年ノルディックスキー世界選手権に抜擢され20kmで銅メダル、リレーで金メダルを獲得した。
1989年ノルディックスキー世界選手権では30kmで銀メダルを獲得、翌1989-1990シーズンのワールドカップでは総合優勝した。1991年世界選手権は出場を逃したが、1992年アルベールビルオリンピックではリレーで金メダルを獲得した。
1993年ノルディックスキー世界選手権では5kmとリレーで金メダルを獲得、パシュートで銀メダルを獲得した。
1994年リレハンメルオリンピックのリレーで2大会連続の金メダルを獲得、1995年ノルディックスキー世界選手権では5km、15 km、パシュート、リレーの4種目で金メダルを獲得したが、日程最後の種目30kmは5位に終わり全種目制覇とはならなかった。
1997年ノルディックスキー世界選手権ではリレーで金メダルを獲得、この大会でラズディナの同僚であったエレーナ・ヴェルベが、前回大会でラズティナが達成できなかった5冠に輝いている。
ラズディナは1998年の長野オリンピックでも金3個（5 km、パシュート、リレー）、銀1個（15 km）、銅1個（30 km）とメダルを量産、1997-1998シーズンのワールドカップで2度目の総合優勝を果たした。また、ラズディナはこの年のホルメンコーレン・メダルを受章している（同時受章フレッド・ボーレ・ルンベルク、アレクセイ・プロクロロフ、ハッリ・キルヴェスニエミ）。
1999年ノルディックスキー世界選手権でもラズディナはリレーと30kmで金メダル、2001年ノルディックスキー世界選手権ではリレー金、パシュート銀、10km銅と3個のメダルを獲得した。
数々のタイトルを獲得してきたラズティナではあったが、2002年ソルトレークシティオリンピック後ドーピング検査陽性となり2年間の出場停止処分を受けるとともに、ソルトレイクシティオリンピックでラズディナが獲得したメダル3個も剥奪された。ラズディナはそのまま現役を引退し、後にロシア大統領府のスポーツ顧問を務めた。
ラズディナの夫のゲンナディ・ラズチンも元クロスカントリースキー選手で、リレハンメルオリンピックに出場している。
クロスカントリースキー・ワールドカップ通算22勝（2位20回、3位23回）、総合優勝2回。